# TDライン
TDラインは、本田技研工業にかつて存在した自動車生産ラインの名称。スポーツカーやハイブリッドカーの生産を行っていた。名称の「TD」は「匠ドリーム」 (Takumi Dream) の略。

## 概要
大量生産を行う一般的な車両と比較して、スポーツカーやハイブリッドカーなどは手作業による工程が多く、こうした車種は従来栃木県の高根沢工場で生産が行われてきたが、2004年6月に三重県の鈴鹿製作所へ移管されることとなった。その際、選抜された技術者が生産を行う特別なラインとして、従来の番号表示以外の名称を模索した結果、命名された。
NSX、S2000、インサイトを生産していたが、世界的金融危機により生産予定されていたNSX後継の開発中止。現行S2000の生産終了にて2009年8月7日をもって閉鎖された。